# جبهة التغيير
جبهة التغيير باللغة الفرنسية( Front du Changement) حزب سياسي جزائري تأسس يوم 17 فيفري من سنة 2012 وتم حله يوم 01 جويلية 2017

## المرجعيـة
- الدستور الجزائري والقوانين المنظمة.
- ثوابت الدولة الجزائرية باعتبارها قوة جمع وتوحيد وضبط لتوجهات الأمة وتطلعاتها، ومصدر إلهام وتجديد وعنصر تفاعل للشعب ورعاية مصالحه.
- تراث وجذور الحركة الإصلاحية والوطنية الجزائرية.
- بيان أول نوفمبر 1954 ببنوده وأهدافه وما يشكله من نظرة شاملة ومتوازنة للدولة الجزائرية المنشودة ودورها في المحيط العربي والإسلامي والإفريقي والعالمي.
- تراث الشيخين محفوظ نحناح ومحمد بوسليماني.
- القيم الحضارية والتجربة الإنسانية الراشدة.

## الثوابت والمبادئ
- الوحدة الوطنية ترابا وشعبا وتراثا.
- الانتماء للأمة والحضارة العربية والإسلامية.
- اللغة العربية باعتبارها لغة دين الأمة ووعائها الحضاري.
- الأمازيغية كعمق تاريخي وبعد حضاري.
- طابع النظام الجمهوري للدولة الجزائرية.
- الحريات الخاصة والعامة باعتبارها مبدأ إسلاميا ومطلبا إنسانيا.
- التـداول السلمي على السلطة، ونبذ العنف كوسيلة للوصول إليها أو البقاء فيها.
- اعتماد الوسطية والاعتدال والتسامح أسلوبا في الممارسة السياسية.
- احترام الرأي والرأي الآخر ونبذ الإقصاء.

## الأهـداف العامة
- الدفاع عن قيم الشعب وثوابته ومبادئه وتمكينه من حقوقه الأساسية.
- استمرار العمل لتحقيق وتجسيد الأهداف التي نص عليها بيان أول نوفمبر.
- بناء المواطن باعتباره العنصر الأساس، وإشراكه في عملية التغيير والإصلاح.
- تنمية الأسرة بما يضمن تماسكها في ظل القيم الإسلامية والوطنية والدفاع عنها.
- توطيد الأمن والاستقرار فكرا وسلوكا بين شرائح المجتمع وفئاته المختلفة وتحقيق الثقة بين الحاكم والمحكوم.
- تحسين المستوى المعيشي لأفراد الشعب، وتوظيف جميع المقدرات الوطنية لتوفير فرص العمل وحماية الثروات العامة وحسن الاستفادة منها.
- انتهاج سياسة مالية واقتصادية توفر للجزائر والشعب الجزائري الاستفادة من مقدراته وعلاقاته الإقليمية والدولية.
- تمكين الشباب من المساهمة في تحمل المسؤولية على مختلف المستويات.
- الاهتمام بالجالية الجزائرية بالخارج بما يحفظ هويتها وقيمها ويشركها في التنمية الوطنية.
- تمكين الجزائر من القيام بدورها على المستوى الإقليمي والدولي ونصرة القـضايا الإنسانية العادلة وحقوق الإنسان وعلى رأسها قضية فلسطين.
- الدفاع عن حقوق الإنسان وحماية الحريات.

## حل جبهة التغيير
تم حل جبهة التغيير صبيحة اليوم (السبت 07 شوال 1438 هـ الموافق لـ 01 جويلية 2017 م) ببرج الكيفان (الجزائر العاصمة) أثناء المؤتمر الاستثنائي، «الحل من أجل الوحدة».

## الوحدة مع حركة مجتمع السلم
تم الاندماج والوحدة مع حركة مجتمع السلم أثناء أشغال المؤتمر الاستثنائي المرسم للوحدة يوم السبت 22جويلية 2017.